# (5172) Yoshiyuki
(5172) Yoshiyuki est un astéroïde de la ceinture principale.

## Description
(5172) Yoshiyuki est un astéroïde de la ceinture principale. Il fut découvert le 28 octobre 1987 à Kushiro par Seiji Ueda et Hiroshi Kaneda. Il présente une orbite caractérisée par un demi-grand axe de 2,31 UA, une excentricité de 0,17 et une inclinaison de 4,8° par rapport à l'écliptique.

## Compléments